# Ropotamo
Ropotamo (bułg. Ропотамо, gr. Ροπόταμος – Ropotamos, tur. Kargan) – rzeka w południowo-wschodniej Bułgarii, uchodzi bezpośrednio do Morza Czarnego. Długość – 48,5 km.
Ropotamo ma źródła w strandżańskim paśmie Bosna. Płynie na północny wschód, przełamuje się przez nadmorskie wzgórza Medni Rid i uchodzi do Morza Czarnego przez szeroki, zabagniony liman na północ od przylądka św. Dymitra. Ujściowy odcinek rzeki jest objęty urzędową ochroną jako Rezerwat Ropotamo.
W swym biegu rzeka zmienia nazwy: odcinek źródłowy to Cerowska reka, a środkowy – Kriwa Krusza. Nazwa odcinka ujściowego – Ropotamo – ma ewidentnie greckie pochodzenie, prawdopodobnie od nazwy Καλογεροπόταμος ("Rzeka Kalugerska").